# Дэвид-Геффен-холл
Дэ́вид-Ге́ффен-холл (англ. David Geffen Hall, современное название с 2015; в 1962—1974 Филармонический зал, англ. Philharmonic Hall, в 1974—2015 Э́вери-Фи́шер-холл, англ. Avery Fisher Hall) — концертный зал в Нью-Йорке. Входит в состав культурного комплекса Линкольн-центр. Вместимость зала 2738 мест. Дэвид-Геффен-холл — домашняя площадка Нью-Йоркского филармонического оркестра.

## История
Проект зала был разработан Максом Абрамовицем, построен и открыт в 1962 году как Филармонический зал для Нью-Йоркского филармонического оркестра, который отделился от Карнеги-холла. В 1974 залу было присвоено имя бизнесмена и мецената Эвери Фишера (так называемый Эвери-Фишер-холл). В 2015 году залу было присвоено имя бизнесмена и мецената Дэвида Геффена.
В основном Дэвид-Геффен-холл используется как зал для различных симфонических концертов. Помимо Нью-Йоркского филармонического оркестра здесь выступали Лондонский симфонический оркестр, Роттердамский филармонический оркестр, Оркестр Мариинского театра и многие другие известные симфонические оркестры.
Кроме того, Дэвид-Геффен-холл используется для проведения различных мероприятий, не имеющих отношения к академической музыке. Например, этот зал часто арендуется для церемоний вручения дипломов выпускникам средних школ и университетов. Свадебные процессии здесь тоже не редкость. Иногда из зала ведется трансляция мероприятия государственной службой радиовещания или телевизионной сетью CBS. 22 января 1967 года Simon and Garfunkel сделали в этих стенах запись своего концертного альбома «Живой звук из Нью-Йорка» (англ. Live in New York). А 16 февраля 1975 года группа «Queen» дала здесь 2 концерта.

## Акустика
Акустическая консалтинговая фирма BBN была нанята, чтобы спроектировать внутреннюю акустику для зала. Основываясь на накопленном опыте проектирования, анализе существующих концертных залов и акустики, BBN рекомендовали, чтобы зал был разработан как «обувная коробка» с узко расположенными параллельными сторонами (подобно симфоническому залу в Бостоне), с возможным размещением в ней не более, чем 2 400 зрителей. Первоначально в соответствии с рекомендациями и по согласованию с BBN, была выполнена проектная документация. Однако газета «New York Herald Tribune» начала кампанию, за увеличение вместимости нового зала. Вместимость зала в итоге была увеличена, но эти изменения плохо повлияли на его акустику.
Филармонический зал открылся 23 сентября 1962 года выступлением Леонарда Бернстайна, Нью-йоркской филармонии, и оперных звезд, таких как Эйлин Фаррелл и Роберт Меррилл. По телевидению велась прямая трансляция компанией CBS. Первая неделя концертов включала выступления специально приглашенных гостей из Бостона, Филадельфии и Кливленда. Несколько репортеров[кто?] подвергли резкой критике зал, в то время как по крайней мере двое из них[кто?] похвалили акустику.
Было предпринято несколько попыток исправить акустику зала. Однако они окончились неудачей, поэтому в 1970-х годах было решено провести его реконструкцию. Новый проект был разработан знаменитым акустиком Сирилом Харрисом совместно с архитектором Филипом Джонсоном. После реконструкции зала, акустика улучшилась, но продолжала вызывать нарекания.
Вместимость стала большей (приблизительно 2 600 мест), однако потолок был высок, и сильно увеличивал время реверберации. Басы ослаблялись естественным образом и шло укрепление низких струнных инструментов.
Чтобы компенсировать эти недостатки, были спроектированы на стенах несколько ярусов клиновидных выступов. Они должны были помочь собрать звук из различных частей сцены и равномерно распределить его по залу.
Эта акустическая модернизация была закончена архитектурной фирмой Джона Берги. Были отобраны специальные материалы, внутренняя полость которых была заполнена на 3 дюйма стекловолокном, чтобы ослабить колебания. Эти компоненты названные «подушками», состоят приблизительно из 30 000 маленьких шпунтов, индивидуально нарезанных кубиками, склеенных и механически закрепленных. Основное назначение этих подушек — обеспечить максимальное количество преломления возможных поверхностей. Выше этих подушек находились выдвигающиеся матовые стеклянные полки, обеспечивающие дополнительный акустический контроль и регулирование.
Продолжавшиеся проблемы с акустикой зала в конечном счете вынудили Нью-Йоркский филармонический оркестр вернуться к рассмотрению вопроса о слиянии с Карнеги-Холлом в 2003 году, однако это запланированное слияние компаний так и не произошло.
Согласно отчету, опубликованному в июне 2006 года в газете «The New York Times», на лето 2009 года была запланирована реконструкция, которая впоследствии была отсрочена и перенесена на 2010 год. До настоящего времени она так и не состоялась.